# Veronica Cochelea-Cogeanu
Veronica Cogeanu-Cochelea (Voinești, 15 november 1965) is een Roemeens voormalig roeister. Cochelea maakte haar debuut met een zilveren medaille in de dubbel-twee en een bronzen medaille in de dubbel-vier tijdens de wereldkampioenschappen roeien 1985. Bij Cochelea haar olympische debuut in 1988 behaalde Cochelea de zilveren medaille in de dubbel-twee en een bronzen medaille in de dubbel-vier. in 1990 werd Cochelea voor de eerste maal wereldkampioen in de acht. Twee jaar later won Cochelea tijdens de Olympische Zomerspelen 1992 twee zilveren medailles namelijk in de dubbel-twee en de dubbel-vier. Een jaar later behaalde Cochelea haar tweede wereldtitel in de acht tijdens de wereldkampioenschappen roeien 1993. Tijdens Cochelea haar derde olympische optreden werd ze olympisch kampioen tijdens de Olympische Zomerspelen 1996. Cochelea behaalde haar derde en vierde wereldtitel in de acht tijdens de Wereldkampioenschappen roeien 1997 en 1998. Cochelea sloot haar carrière af met het prolongeren van haar olympische titel in de acht in Sydney.

## Resultaten
- Wereldkampioenschappen roeien 1985 in Hazewinkel  in de dubbel-vier
- Wereldkampioenschappen roeien 1986 in Nottingham  in de dubbel-twee
- Wereldkampioenschappen roeien 1987 in Kopenhagen 4e in de dubbel-vier
- Olympische Zomerspelen 1988 in Seoel  in de dubbel-twee
- Olympische Zomerspelen 1988 in Seoel  in de dubbel-vier
- Wereldkampioenschappen roeien 1989 in Bled  in de dubbel-twee
- Wereldkampioenschappen roeien 1990 in Barrington 6e in de twee-zonder
- Wereldkampioenschappen roeien 1990 in Barrington  in de acht
- Wereldkampioenschappen roeien 1991 in Wenen  in de acht
- Olympische Zomerspelen 1992 in Barcelona  in de dubbel-twee
- Olympische Zomerspelen 1992 in Barcelona  in de dubbel-vier
- Wereldkampioenschappen roeien 1993 in Račice 6e in de dubbel-twee
- Wereldkampioenschappen roeien 1993 in Račice  in de acht
- Wereldkampioenschappen roeien 1994 in Indianapolis 4e in de vier-zonder
- Wereldkampioenschappen roeien 1994 in Indianapolis  in de acht
- Wereldkampioenschappen roeien 1995 in Tampere  in de acht
- Olympische Zomerspelen 1996 in Atlanta  in de acht
- Wereldkampioenschappen roeien 1997 in Aiguebelette-le-Lac  in de twee-zonder
- Wereldkampioenschappen roeien 1997 in Aiguebelette-le-Lac  in de acht
- Wereldkampioenschappen roeien 1998 in Keulen 4e in de twee-zonder
- Wereldkampioenschappen roeien 1998 in Keulen  in de acht
- Wereldkampioenschappen roeien 1999 in St. Catharines 9e in de dubbel-vier
- Olympische Zomerspelen 2000 in Sydney  in de acht

1976: Goretzki & Knetsch & Richter & Ahrenholz & Kallies & Ebert & Lehmann & Müller & Wilke ·
1980: Boesler & Neisser & Köpke & Schütz & Kühn & Richter & Sandig & Metze & Wilke ·
1984: O'Steen & Metcalf & Bower & Graves & Flanagan & Norelius & Thorsness & Keeler & Beard ·
1988: Strauch & Zeidler & Haacker & Wild & Kluge & Schröer & Balthasar & Stange & Neunast ·
1992: Barnes & Taylor & Delehanty & Crawford & McBean & Worthington & Monroe & Heddle & Thompson ·
1996: Tănase & Cochelea & Gafencu & Spîrcu & Olteanu & Lipă & Popescu & Ignat & Georgescu ·
2000: Damian & Susanu & Olteanu & Cochelea & Dumitrache & Lipă & Gafencu & Ignat & Georgescu ·
2004: Florea & Susanu & Bărăscu & Papuc & Gafencu & Lipă & Damian & Ignat & Georgescu ·
2008: Cafaro & Cummins & Davies & Francia & Goodale & Lind & Logan & Shoop & Whipple ·
2012: Cafaro & Francia & Lofgren & Ritzel, Musnicki & Logan & Lind, Davies & Whipple ·
2016: Elmore & Gobbo & Logan & Musnicki, Polk & Regan & Schmetterling & Simmonds & Snyder ·
2020: Roman & Gruchalla-Wesierski & Roper & Proske & Grainger & Mailey & Payne & Wasteneys & Kit ·
2024: Rusu & Anghel & Bodnar & Lehaci & Adam & Bereș & Vrînceanu & Radiș & Petreanu